# Brighton, Alabama
Brighton là một thành phố thuộc quận Jefferson, tiểu bang Alabama, Hoa Kỳ. Dân số năm 2009 là 3376 người, mật độ đạt 920 người/km².